# Улица Коробицына
У́лица Короби́цына — улица в городе Сестрорецке Курортного района Санкт-Петербурга. Проходит от Тарховской улицы и дороги к Шалашу Ленина до 1-й линии.
Первоначальное название — Грани́чная улица — известно с 1907 года. Оно связано с тем, что улица служила восточной границей поселка Александровская.
В 1965 году Граничную переименовали в улицу Коробицына — в честь пограничника-красноармейца А. И. Коробицына (Коробицина), смертельно раненого в 1927 году при охране государственной границы вблизи Сестрорецка.

## Интересный факт
Прежнее название улицы сохранилось в наименовании Граничного переулка.

## Перекрёстки
- Тарховская улица / дорога к Шалашу Ленина
- Улица Академика Вернова
- 10-я линия
- 9-я линия
- 8-я линия
- 7-я линия
- 6-я линия
- 5-я линия
- 4-я линия
- 3-я линия
- 2-я линия
- 1-я линия